# Timothy Duggan
Timothy Duggan   (Boulder, 14 de novembre de 1982) Timothy "Timmy" Duggan és un ciclista estatunidenc que fou professional del 2005 fins al 2013. Va debutar el 2005 amb l'equip TIAA-CREF i a 2008 va fitxar pel Garmin on va estar-hi tres anys. Després de passar pel Liquigas-Cannondale, va acabar la seva carrera al Team Saxo-Tinkoff l'any 2013. Del seu palmarès destaca el Campionat nacional en ruta del 2012, un any abans de retirar-se per culpa de les lesions. Va participar en la prova en ruta als Jocs Olímpics de Londres.

## Palmarès
Palmarès de Timothy Duggan.
- 2005
  - Vencedor d'una etapa a la Volta a Puerto Rico
- 2012
  -  Campió dels Estats Units en ruta